# Епіскопі (затока)

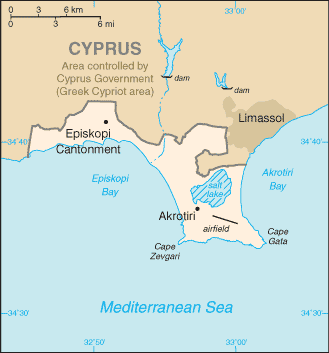
Затока Епіскопі розташована на південному узбережжі Кіпру, між Пафосом і Акротірі. З іншого боку Акротірі знаходиться затока Акротірі.

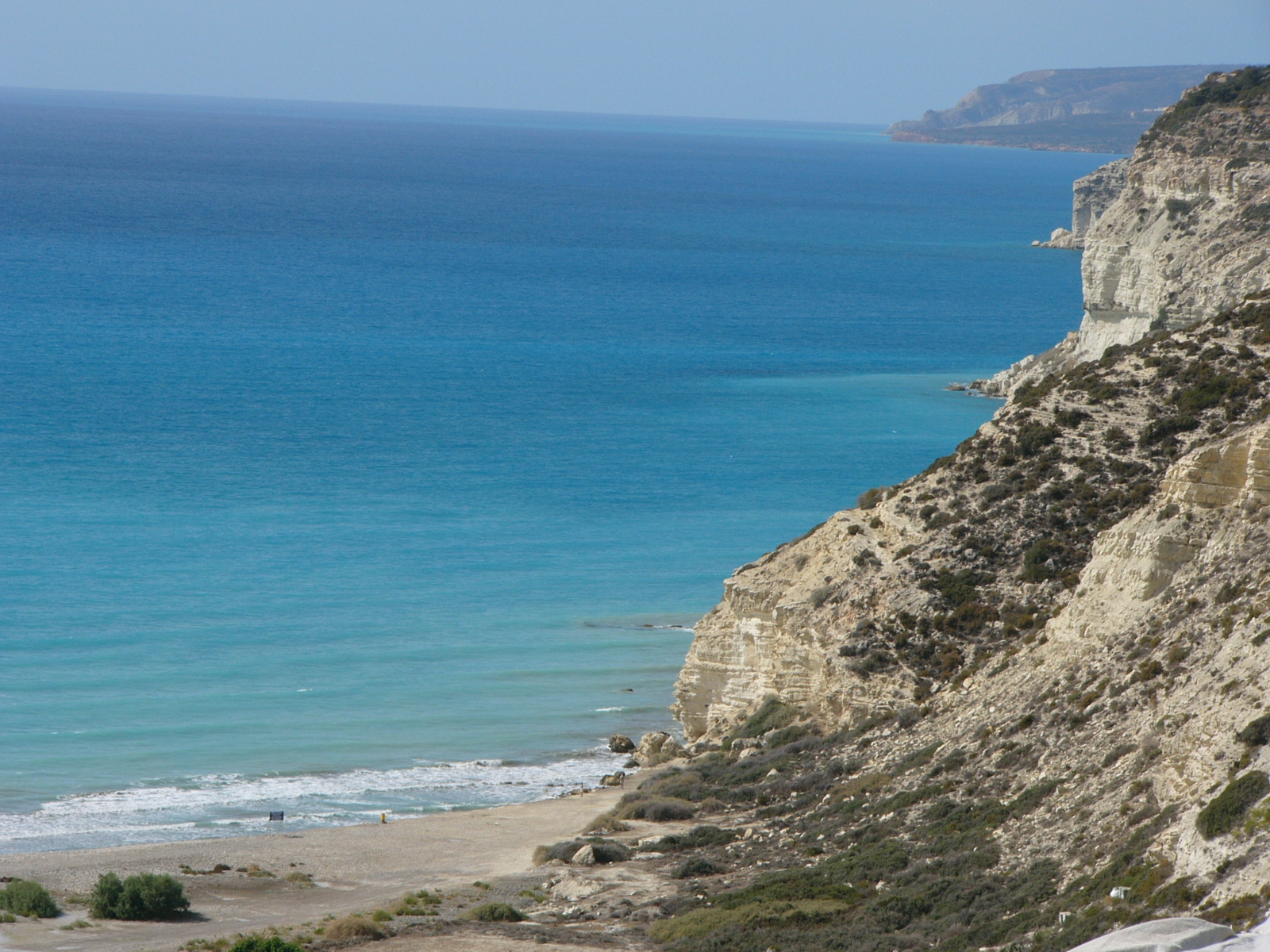
Краєвид на затоку Епіскопі з боку Куріона

Затока Епіскопі ( грец. Κόλπος Επισκοπής  ; тур. Piskobu Körfezi   ) — затока на південно-західному березі Кіпру, між Пафосом і Акротірі. Адміністративний центр Акротирі і Декелія. Затока славиться своїми пляжами та рибними ресторанами. Незважаючи на турецьке вторгнення та етнічний поділ Кіпру в 1974 році, деякі турки-кіпріоти вирішили залишитися в цьому районі. [Архівовано 5 березня 2022 у Wayback Machine.]
Клімат субтропічний середземноморський із спекотним літом і м'якою, відносно дощовою зимою. Зимові температури в середньому тримаються на позначці 13-15 °C, літо триває з травня по жовтень з темрературами 30-35 °C. Протягом року спостерігається 320 сонячних днів, опадів   випадає близько 375 мм опадів. Вологість повітря в середньому 60-80% взимку і 40-60% - влітку. Вітри зазвичай слабкі, але значно посилюються в зимовий період  . Температура води влітку становить до 28 °C, а взимку опускається до16-17°C. 
Затока Епіскопі є місцем гніздування зелених і  довгоголових морських черепах, обидві внесені до списку зникаючих видів МСОП . Episkopi Turtlewatch [Архівовано 5 березня 2022 у Wayback Machine.] — місцева волонтерська група, яка займається збереженням черепах та їхніх гніздових пляжів. Також тут можна зустріти декілька видів дельфінів, глибоководні акули,скати .   
У затоці є гарний, організований невеликий, але широкий і  дуже мальовничий і досить багатолюдний  (особливо влітку) піщаний пляж , особливо популярний серед молоді та сімей з малюками. На південній окраїні  пляжа є сезонний бар. Тут крім напоїв та закусок можна  арендувати шезлонг і парасольку .